# Atol Midway
Atol Midway je prstenasti koraljni greben u Tihom oceanu na zemljopisnoj poziciji 28°13' S i 177°22' Z. Položaj mu je na otprilike trećini puta između Honolulua i Tokija, a na sredini između Kalifornije i Japana. Sastoji se od prstenatog grebena promjera oko 6 km. Otprilike 100.000 ptica obitava na otocima.
Atol je sjeverno-zapadni dio Havaja, ali administrativno ne pripada Havajima. Vlada SAD-a trudi se pripojiti atol Midway Havajima.

## Povijest
Atol Midway otkriven je tek 1859., ali ga SAD već 1867. pripaja, čak 30 godina ranije nego Havaje. Amerikancima je služio kao postaja na putu prema Japanu. Od 1903. upravljanje preuzima američka mornarica, a 1940. na atolu se izgrađuje vojna zračna baza. Već od 1996. prestaje biti intersantan za vojne svrhe i upravljanje preuzima američki MUP.

## Vanjske poveznice
- Midway Atoll: National Wildlife Refuge
- Opis zemlje(engleski)[neaktivna poveznica]